# Guido von Starhemberg
Guido Starhemberg, avstrijski general in politik, * 11. november 1657, Graz, † 7. marec 1737, Dunaj.